# Franz Reich (Politiker)
Franz Reich (* 1. Januar 1826 in Insterburg; † 16. Juli 1906 in Meyken, Kreis Labiau) war ein deutscher Jurist, Rittergutsbesitzer und Parlamentarier.

## Leben
Franz Reich besuchte das Gymnasium in Insterburg und Gumbinnen. Nach dem Abitur studierte er von 1844 bis 1847 Rechtswissenschaften an der Albertus-Universität Königsberg und der Friedrich-Wilhelms-Universität Berlin. 1844 wurde er Mitglied der Corpslandsmannschaft Littuania. 1847 wurde er Auskultator. 1848 bestand er das Referendarexamen und 1851 das Assessorexamen. 1852 wurde er Kreisrichter in Goldap. Im Laufe des Jahres 1853 wurde er zum Staatsanwalt in Angerburg ernannt. 1861 ließ er sich in Wehlau als Rechtsanwalt und Notar nieder. Von 1869 bis 1891 war er Rittergutsbesitzer in Hohenfelde, Kreis Friedland und  von 1877 bis 1906 in Meyken. 1879 gab er seine juristische Tätigkeit auf. 1896 wurde er Vorsitzender der Landwirtschaftskammer von Ostpreußen. Er war Mitglied des Landesökonomiekollegiums und des Deutschen Landwirtschaftsrates.
Reich saß von 1859 bis 1861 als Abgeordneter des Wahlkreises Gumbinnen 6 im Preußischen Abgeordnetenhaus. Er gehörte der Fraktion Mathis an.